# Ton Roosendaal
Ton Roosendaal (20 maart 1960) is de leidende ontwikkelaar van het open-source computerprogramma Blender dat gebruikt wordt voor 3D-modelleren en animeren. Ook is hij voorzitter van de Blender Foundation en ontwikkelaar van Elephants Dream. Hij leidde ook de ontwikkeling van Traces, een Amiga ray-tracer die een voorloper was van Blender.